# Kostel svatého Antonína Paduánského (Přemyšl)
Kostel svatého Antonína Paduánského v Přemyšlu (Kościół św. Antoniego Padewskiego) v Podkarpatském vojvodství, pochází ze 17. století, a byl postaven františkánským řádem, zvaným Reformátoři.

## Historie

### 17. století
V roce 1627, na místě dnešního kostela, vznikl dřevěný kostel s františkánským klášterem. Nacházel se tehdy hned za městskými hradbami, naproti tzv. Lvovské bráně. V roce 1657 ho při obléhání Přemyšlu úplně vypálili Rákócziho vojska. Mniši byli zavražděni, hroby a oltáře znesvěceny.

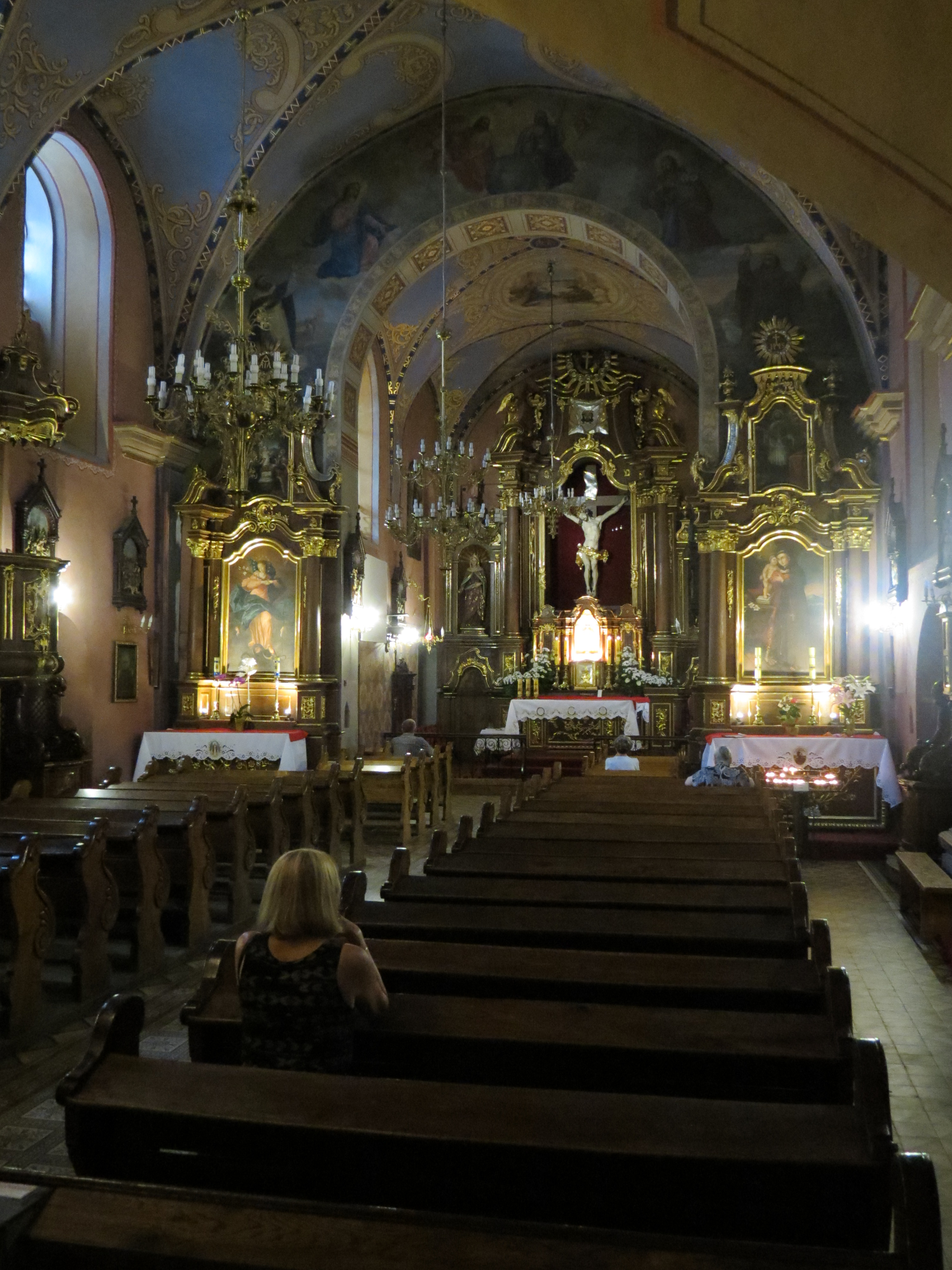
Přemyšl, Kostel sv. Antonína Paduánského – interiér

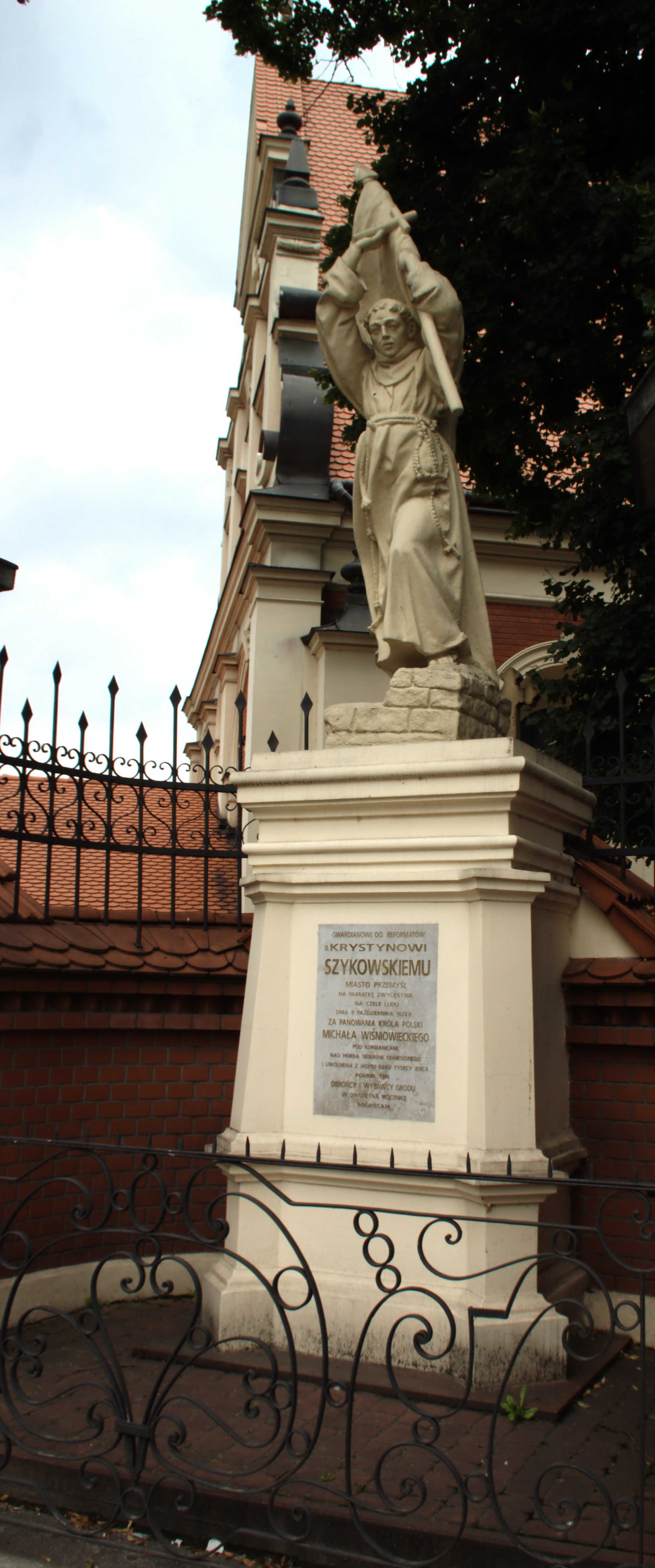
Krystyn Szykowski – představený kláštera

Díky úsilí a financím hraběte Andrzeje Maksymiliana Fredra (1620–1679; politik, filosof, spisovatel, pedagog, úspěšný hospodář, mecenáš - nazývaný polským Tacitem), byl chrám přestavěn na kamenný kostel v barokním stylu a obklopen zdí se čtyřmi obrannými baštami, plnícími předsunuté opevnění města.

### 19. století
V devatenáctém století prošel kostel restaurací, při které byly, mimo jiného, odstraněny z fasády nástěnné malby.

### Současnost
V současné době se kostel nachází 3 metry pod úrovní ulice a skládá se z jednolodního chrámu, propojeného s klášterem. Ambity, obklopující Rajskou zahradu, slouží během bohoslužeb pro zvýšení kapacity lodi. Dochoval se areál bývalého hřbitova, který je obklopen opevněnou zdí se zachovanou baštou, kde jsou umístěna zastavení Křížové cesty, z počátku 19. století. V podzemí kláštera je pohřben i mecenáš Andrzej Maksymilian Fredro.

## Vybavení kostela
Vybavení kostela pochází převážně ze 2. poloviny 18. století, výjimkou je, mimo jiné, krucifix na hlavním oltáři od sochaře Tomáše Huttery, ze 17. století. Součástí ambitu je kamenný barokní portál a křtitelnice ze 17. století. Kostel zdobí fresky od lvovského malíře Stanislava Stroynického (18. století). Na vnější straně zdi je památník z 19. století, připomínající představeného kláštera Krystyna Szykowskiego, který 9. října 1672 shromáždil obyvatele Přemyšlu a pod rouškou noci vítězně zaútočil na tábor Tatarů u vesnice Kormanice.